# Adiós Cordera
Adiós Cordera es una película española de 1969 dirigida por Pedro Mario Herreto sobre guion extraído de la obra homónima de Leopoldo Alas «Clarín».

## Argumento
Aurelia, Antón y sus dos hijos, Pinín y Rosa son una familia que vive en un pequeño pueblo. Tienen serias dificultades económicas y Aurelia, la madre, está gravemente enferma, lo cual obliga a su marido a vender su único bien, la vaca Cordera, pero sus hijos sienten un gran cariño por el animal, lo cual retrasa la venta.